# 草野村
草野村（くさのむら）は、福島県石城郡（磐城郡）にあった村。今は福島県いわき市。

## 沿革
- 1889年（明治22年）4月1日 - 町村制施行により磐城郡泉崎村、下神谷村、原高野村、絹谷村、馬目村、水品村、北神谷村が合併し、草野村が発足。
- 1896年（明治29年）4月1日 - 石城郡が成立。
- 1954年（昭和29年）10月1日 - 平市に編入される。

## 村長
- 高岡唯一郎